# Троцкий: Революционер без границ
«Троцкий: Революционер без границ» (фр. Trotsky: Le révolutionnaire sans frontières) — однотомная биография Льва Троцкого, написанная французским специалистом по троцкизму и сталинизму, членом Партии трудящихся Жан-Жаком Мари и впервые опубликованная в 2006 году. В 2009 году книга была переведена на испанский язык и опубликована в издательстве мексиканского Фонда культуры и экономики.